# KVIrc

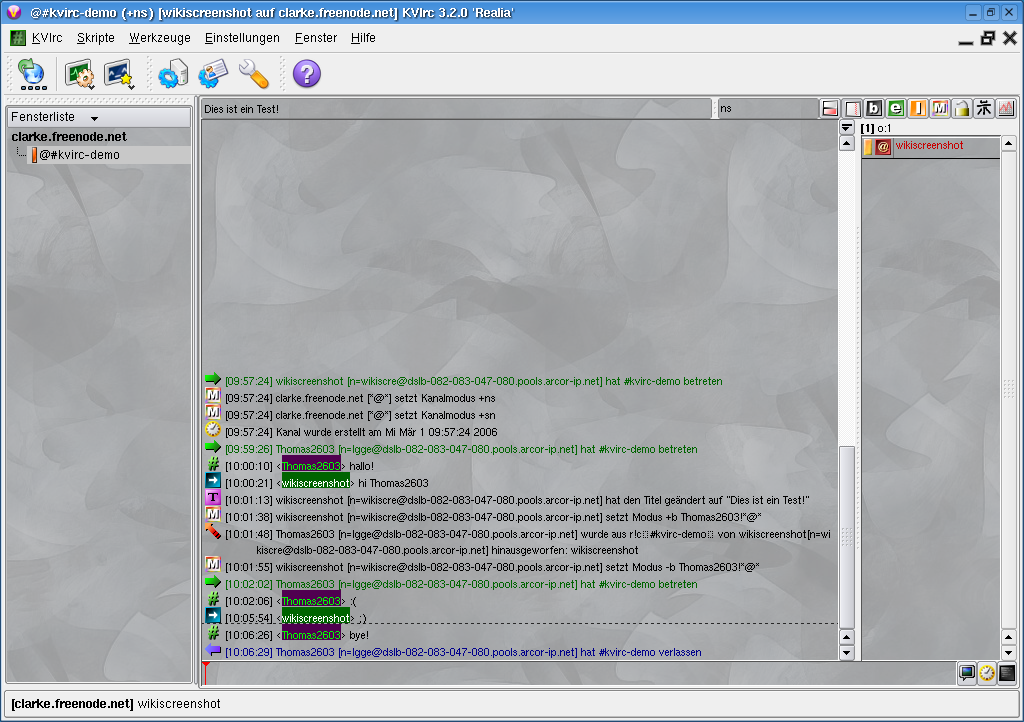
Captura de tela do KVIrc executando em um sistema Linux.

O KVIrc começou como um cliente de IRC alternativo para KDE em sistemas operacionais tipo Unix, desenvolvido por Szymon Stefanek. Durante sua história, o projeto teve grande parte do seu código reescrito, e agora é disponível também para Microsoft Windows e Mac OS X. Sua licença é a GPL. Ele suporta conexões simultâneas a diversos servidores, conexões SSL aos servidores, UTF-8, IPv6, assim como o protocolo SDCC. Ele possui também capacidades de programação por scripts, e é simples de configurar. 

## Encriptação
O KVIrc suporta os seguintes algoritmos de criptografia:
- Mircryption
- Rijndael256Base64
- Rijndael192Base64
- Rijndael128Base64
- Rijndael256Hex
- Rijndael192Hex
- Rijndael128Hex
- Lamerizer

A criptografia pode ser usada em mensagens no canal, mensagens privadas, ou mensagens via DCC.